# Auroville

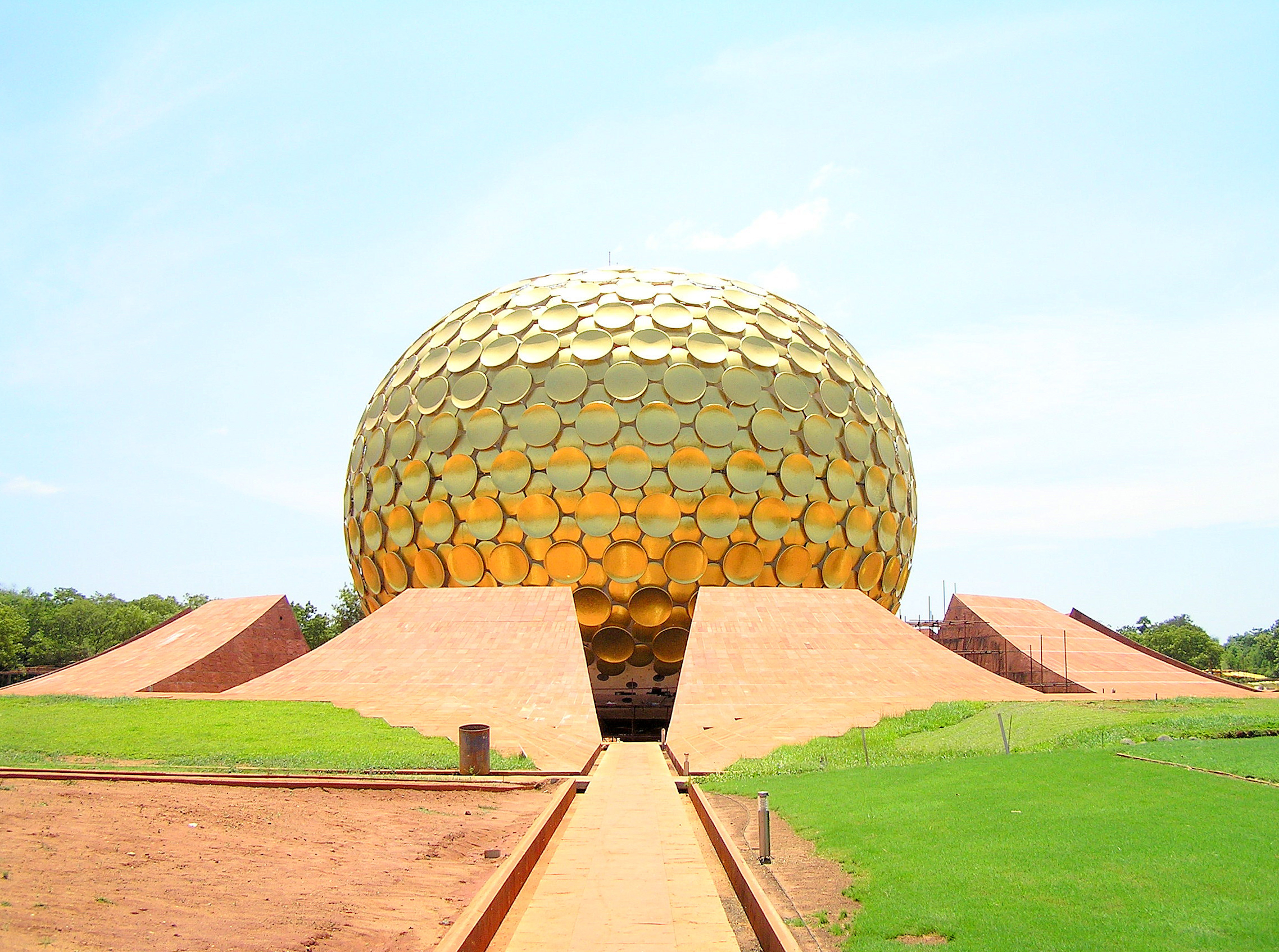
Matrimandir - templul dedicat fondatoarei Mirra Alfassa, situat în centrul orașului

Aurovile (Orașul Zorilor) este un oraș experimental din districtul indian Viluppuram, statul Tamil Nadu.
A fost fondat în 1968 de către Mirra Alfassa (numită și "Mama") și proiectat de arhitectul Roger Anger.
Conform fondatoarei orașului:
"Ar trebui să existe un loc pe Pământ pe care nicio națiune să nu și-l aroge; în care toți oamenii cu aspirații sincere să poată trăi ca cetățeni ai lumii, supunându-se unei singure autorități, aceea a adevărului suprem. ... Un loc în care nevoile spiritului și interesul pentru progres să preceadă în fața satisfacerii dorințelor și pasiunilor"
Cei 2.400 de locuitori, din care jumătate sunt indieni, aparțin a peste 50 naționalități, nu au o religie majoritară, nici sistem politic, iar economia locală nu se bazează pe bani, ci pe troc.
Ceremonia de inaugurare a avut loc la 28 februarie 1968 în prezența delegaților din 124 de țări și s-a citit statutul care conține patru puncte:
- Auroville nu aparține în particular nimănui, ci întregii umanități. Cei ce locuiesc în oraș trebuie să fie servitori fideli ai Conștiinței Divine.
- Auroville este spațiul educației continue, al progresului constant și al tinereții fără bătrânețe.
- Folosind toate avantajele descoperirilor umane, Auroville se dorește a fi o punte între trecut și viitor.
- Auroville va fi un spațiu al cercetărilor ce vizează Unitatea Umană.

Auroville a fost numit oraș internațional de UNESCO.